# Rankovce (Macedonia del Nord)
Rankovce (in macedone Ранковце?) è un comune nella parte settentrionale della Macedonia del Nord. La sede comunale è nella località omonima.
Il comune confina con la Serbia a nord, con Kriva Palanka ad est, con Kratovo a sud e con Staro Nagoričane ad ovest.

## Società

### Evoluzione demografica
Secondo il censimento nazionale del 2002 questo comune ha 4 144 abitanti. I principali gruppi etnici includono:
- Macedoni = 4.058
- Rrom = 57
- Serbi = 18
- altri = 11

## Località
Il comune è formato dall'insieme delle seguenti località:
- Baratlija (Баратлија)
- Vetunica (Ветуница)
- Vržogrnci (Вржогрнци)
- German (Герман)
- Ginovci (Гиновци)
- Gulinci (Гулинци)
- Krivi kamen (Криви Камен)
- Ljubinci (Љубинци)
- Milutince (Милутинце)
- Odreno (Одрено)
- Opila (Опила)
- Otošnica (Oтошница)
- P'klište (П'клиште)
- Petralica (Петралица)
- Psača (Псача)
- Radibuš (Радибуш)
- Rankovce (Ранковце) (sede comunale)
- Stanča (Станча)